# Franco Mugnai
Franco Mugnai (Castell'Azzara, 24 settembre 1953) è un politico e avvocato italiano.

## Biografia
Nato a Castell'Azzara, vive tra Grosseto, Pisa e Roma. Esercita la professione di avvocato.

### Attività politica

#### Elezione a senatore
Alle elezioni politiche del 2001 è eletto al Senato della Repubblica per Alleanza Nazionale. È membro della 10ª Commissione permanente (Industria, commercio, turismo), della Commissione speciale in materia d'infanzia e di minori, della Commissione straordinaria diritti umani, del Comitato parlamentare per i procedimenti di accusa, della Commissione parlamentare per l'infanzia, della Commissione d'inchiesta "dossier Mitrokhin" e intelligence italiana.
Alle elezioni politiche del 2006 è rieletto al Senato della Repubblica, in regione Toscana, nelle liste di Alleanza Nazionale. È membro della 13ª Commissione permanente (Territorio, ambiente, beni ambientali), del Comitato parlamentare per i procedimenti di accusa, della Commissione parlamentare per l'infanzia e del Consiglio di garanzia e della Commissione parlamentare d'inchiesta sul fenomeno della criminalità organizzata mafiosa o similare.
Alle elezioni politiche del 2008 viene nuovamente eletto senatore, nelle liste del Popolo della Libertà. È membro della 2ª Commissione permanente (Giustizia), della Commissione straordinaria per la promozione e la tutela dei diritti umani e della Commissione parlamentare per la semplificazione della legislazione.
Ricandidato senatore anche alle elezioni politiche del 2013, risulta tuttavia il primo dei non eletti del Popolo della Libertà.
Alle elezioni amministrative del 2013 si candida a sindaco di Pisa sostenuto dal centro-destra, ma viene sconfitto dal sindaco uscente Marco Filippeschi.
È stato presidente della Fondazione Alleanza Nazionale da novembre 2013 al 14 novembre 2017, data in cui gli è subentrato l'ex senatore Giuseppe Valentino.
Attualmente è presidente emerito della Fondazione Alleanza Nazionale.
Il 21 dicembre 2017, in seguito alla morte di Altero Matteoli (di cui Mugnai era un fedelissimo), gli subentra e torna in Senato.